# منزل واترستون
منزل واترستون هو معلم تراثي أمريكي، سُمِّي المنزل على اسم جورج واترستون، الذي كان أمين مكتبة الكونغرس. كان المقر الرئيسي لمعهد كاتو من 1982 إلى 1993. يُستخدم حاليًا كمقر للرابطة الوطنية للألعاب الهندية.